# جیمز بل (بازیکن فوتبال، زاده ۱۸۸۳)

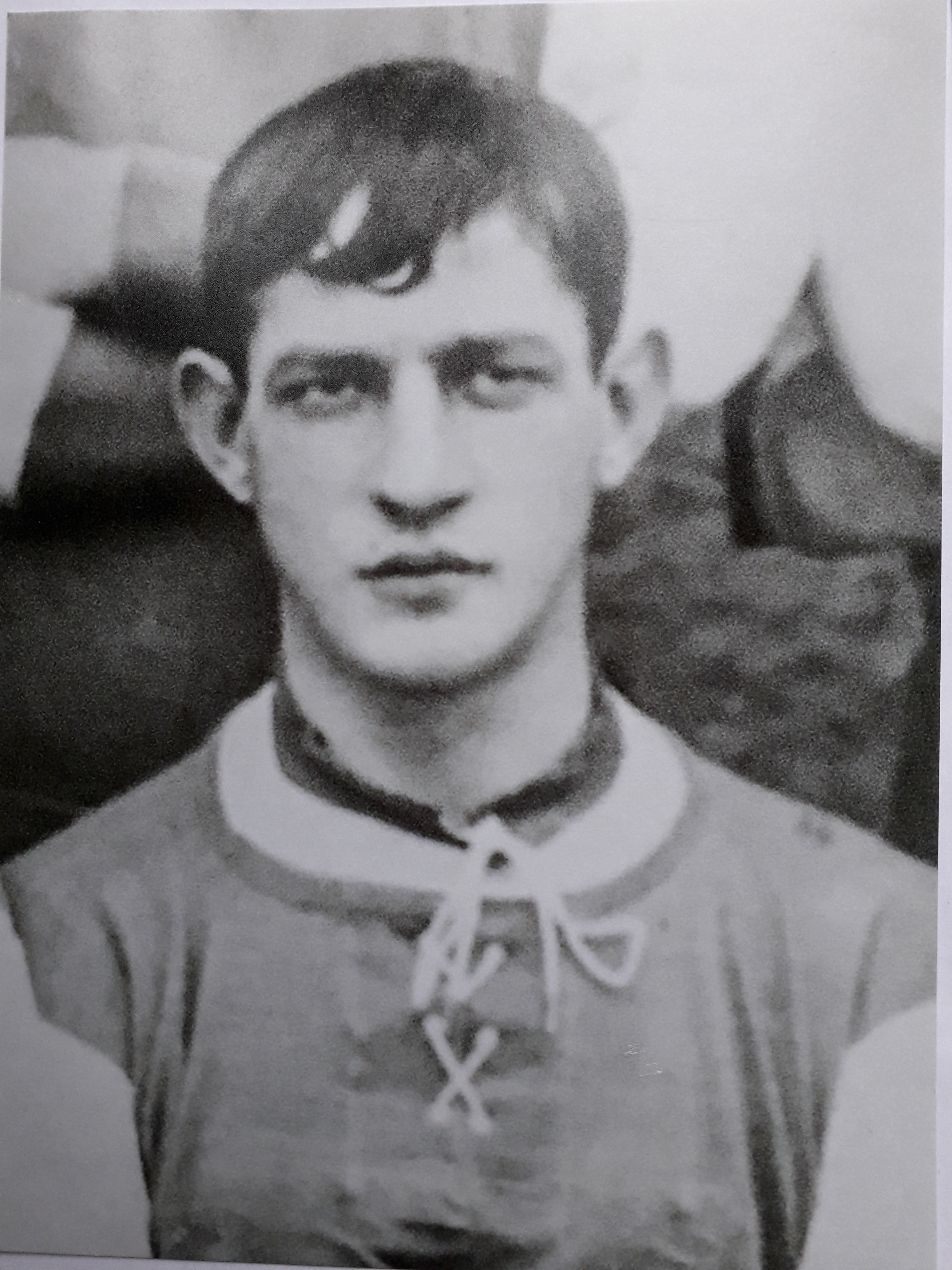
جیمز بل در سنین جوانی

جیمز بل (انگلیسی: James Bell; ۱۸۸۳ – ۱۹۶۲) بازیکن فوتبال اهل بریتانیا بود.
از باشگاه‌هایی که در آن بازی کرده‌است می‌توان به باشگاه فوتبال بارو اشاره کرد.